# Sima (boisson)
Pour les articles homonymes, voir Sima.

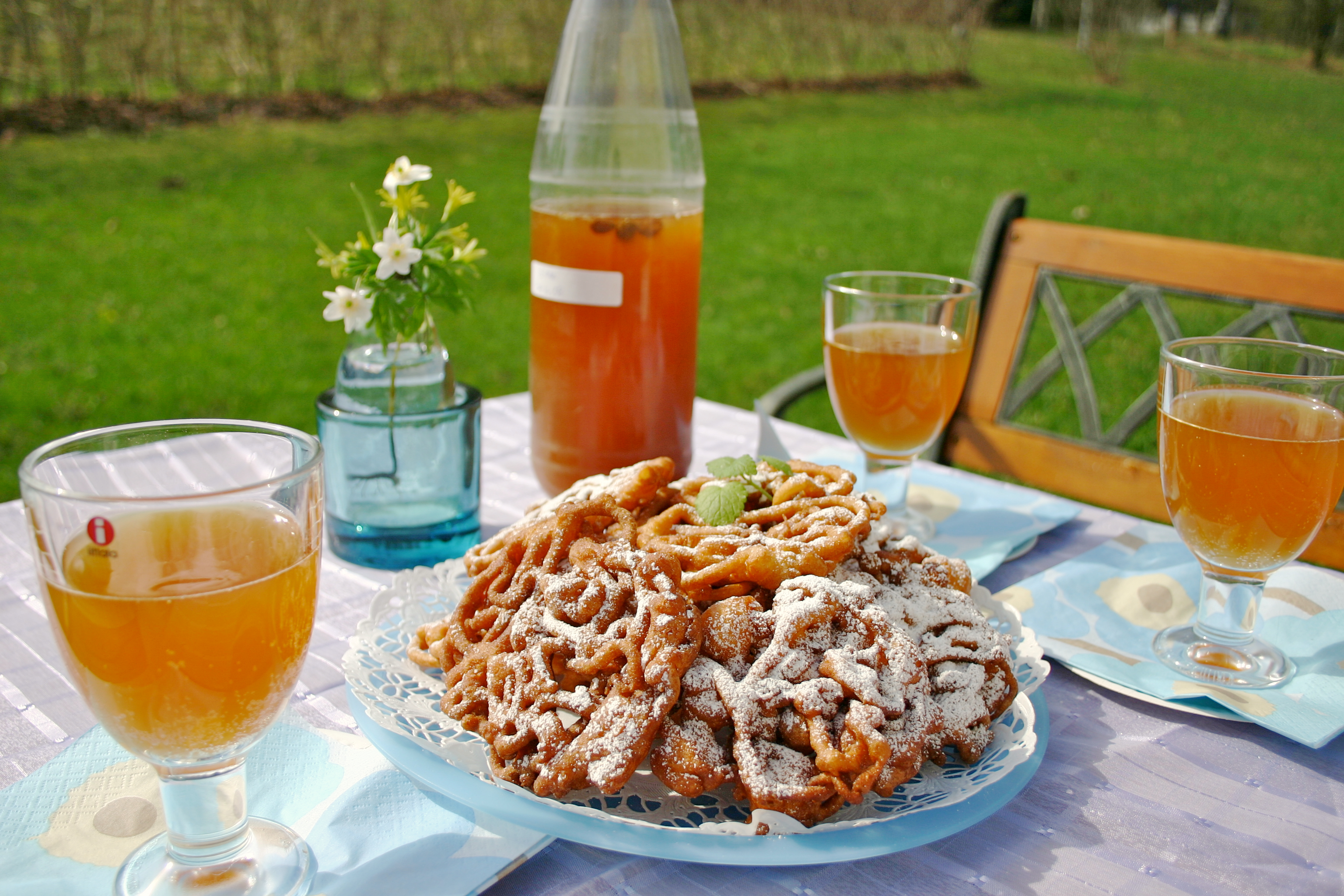
Sima et tippaleipä.

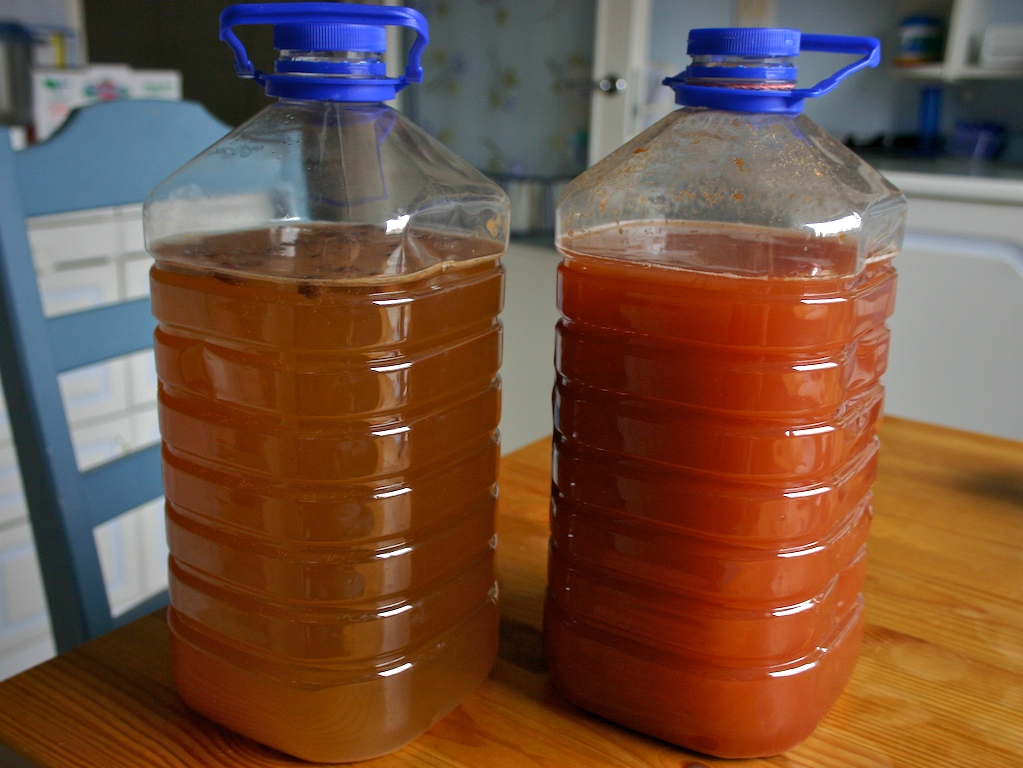
Deux exemples de sima : à gauche, sima traditionnel au citron ; à droite, sima à la rhubarbe.

Le sima était à l’origine la même chose que l'hydromel, une boisson fermentée faite d'eau et de miel. Aujourd'hui, le sima n'a plus beaucoup d'alcool et est fait en général sans miel. C'est une boisson sucrée finlandaise liée au festival Vappu.
Il est parfumé par l'ajout de la chair et de la peau d'un citron. Pendant la fermentation secondaire, on ajoute des raisins pour contrôler le pourcentage de sucre dans la boisson, et ainsi vérifier si elle est bonne à la consommation, les raisins montant à la surface.
Le sima est généralement accompagné d'un munkki (beignet), d'un tippaleipä (funnel cake), ou d'un rosetti (un biscuit en forme de rosette).
Parmi les ingrédients du sima, on trouve du citron, du sucre, de la levure sèche et des raisins. Le sucre et le citron sont mélangés avec de l'eau, le tout est ensuite bouilli. Après refroidissement et ajout de la levure et des raisins, la préparation est laissée reposer une nuit. Le sima sera prêt à boire quand les raisins montent à la surface, soit de trois à sept jours, dépendant de la température ambiante. Il est servi frais.